# Perissostomus
Perissostomus is een geslacht van kevers uit de familie van de loopkevers (Carabidae). De wetenschappelijke naam van het geslacht is voor het eerst geldig gepubliceerd in 1930 door Alluaud.

## Soorten
Het geslacht Perissostomus is monotypisch en omvat slechts de volgende soort:
- Perissostomus palpalis Alluaud, 1930